# Litteraturåret 1928

## Händelser
- 20 november – Svenska författarinnan Selma Lagerlöf uppvaktas på 70-årsdagen av Sveriges ecklesiastikminister Värner Rydén[1].

## Priser och utmärkelser
- Nobelpriset – Sigrid Undset, Norge[2]
- De Nios Stora Pris – Ludvig "Lubbe" Nordström och Pär Lagerkvist
- Letterstedtska priset för översättningar – Frans G. Bengtsson för tolkningen av John Miltons Det förlorade paradiset

## Nya böcker

### A – G
- Anders Zorn av Albert Engström
- Anna Svärd (tredje delen av trilogin Löwensköldska ringen) av Selma Lagerlöf[3]
- Det bevingade hjulet av Gustav Hedenvind-Eriksson
- Ett lag historier av Ivar Lo-Johansson
- Glöd av Artur Lundkvist

### H – N
- Han som fick leva om sitt liv av Pär Lagerkvist
- Jeremias bok III av Levi Rickson
- Jesus Barabbas av Hjalmar Söderberg
- Kolet i våld av Ivar Lo-Johansson
- Kontrapunkt av Aldous Huxley
- Lotten Brenners ferier av Hjalmar Bergman
- Minnas av Eyvind Johnson
- Märkliga varsel i tiden av Walter Hülphers
- Nadja av André Breton

### O – U
- Patrasket, pjäs av Hjalmar Bergman
- Stad i ljus av Eyvind Johnson
- Tornet av William Butler Yeats
- Två herrar blev nöjda av Stina Aronson

### V – Ö
- Vadmalsfolk av Jeppe Aakjær
- Vårdrömmar av Elisabeth Beskow
- Ödets lek av Herman Bjursten

## Födda
- 14 januari – Lars Forssell, svensk författare, ledamot av Svenska Akademien 1971.
- 5 februari – Tage Danielsson, svensk komiker, författare, regissör och skådespelare.
- 18 februari – Eeva Kilpi, finländsk författare och poet.
- 14 mars – Lars Lundkvist, svensk författare.
- 4 april – Maya Angelou, amerikansk författare.
- 18 april – Ferenc Göndör, ungersk författare, ingenjör och folkbildare.
- 22 april – Anna Rydstedt, svensk författare.
- 1 maj – Göran Norström, svensk författare, journalist, konstnär och jazzpianist.
- 5 maj – Bill Hopkins, walesisk romanförfattare.
- 2 juni – Stig Claesson, svensk konstnär och författare.
- 6 juni – R.D. Wingfield, brittisk författare, Ett fall för Frost
- 28 juni – Stan Barstow, engelsk författare.
- 17 juli – Eino Hanski, rysk-svensk författare, dramatiker och konstnär.
- 25 juli – Joyce Mansour, egyptisk-fransk poet.
- 11 september – Alain Jouffroy, fransk författare, poet och konstnär.
- 18 september – Sigrid Kahle, svensk journalist och författare.
- 6 oktober – Berta Magnusson, svensk författare och dramatiker.
- 5 november – Ingemar Leckius, svensk författare och översättare.
- 7 november – Inge Jonsson, svensk författare och litteraturvetare.
- 10 november – Beppe Wolgers, svensk författare, poet, översättare och entertainer.
- 11 november – Carlos Fuentes, mexikansk författare.
- 16 december – Philip K. Dick, amerikansk science fiction-författare.
- 28 december – Öyvind Fahlström, svensk författare, text-ljudkompositör, dramatiker och konstnär.
- 31 december – Sture Allén, svensk språkforskare, ledamot av Svenska Akademien 1980.
- 31 december – Gunnar Kieri, svensk författare.

## Avlidna
- 3 januari – Ejnar Smith, 49, svensk författare och manusförfattare.
- 15 januari – Adolf Strömstedt, 67, svensk psykiater och poet.
- 18 mars – Paul van Ostaijen, 32, flamländsk poet.
- 25 mars – Albin Neander, 49, svensk statistiker och författare.
- 14 augusti – Klabund, 37, tysk författare.

### Fotnoter
1. ↑  75 år Sverige, Carl-Adam Nycop, Bokförlaget Bra böcker, 1976, sidan 78 - Selma Lagerlöfs festföreställning
2. ↑  ”Nobelpriset i litteratur”. https://www.nobelprize.org/prizes/lists/all-nobel-prizes-in-literature/. Läst 20 mars 2011.
3. ↑  ”Selma Lagerlöfs böcker”. Arkiverad från originalet den 27 augusti 2011. https://web.archive.org/web/20110827002154/http://selmalagerlof.org/bocker.html. Läst 12 april 2011.